# اقتصاد بدون پول
از این عبارت اولین بار در سال ۱۹۶۰ استفاده شد ولی به تازگی معنای واقعی خود را پیدا کرده‌است. ویکی‌پدیا خود یک مثال بسیار خوب برای این اقتصاد است؛ هزاران نفر از مردم در حال تدوین ویکی‌پدیا هستند، بدون اینکه برای کار و زحمت خود پولی دریافت کنند. مثال دیگر  YouTube  است؛ شما به موسیقی گوش می‌دهید بدون آنکه پولی بپردازید. تکنولوژی ارتباطات و بخصوص کامپیوتر وسایل مهمی برای به وجود آمدن فضایی مناسب برای اقتصاد بدون پول هستند. در جامعه‌ای که از کمبودهای اولیه گذر کرده‌است، مردم فقط زمان کوتاهی را صرف خرید مواد غذایی، لباس و دیگر ضروریات زندگی می‌کنند و بیشتر وقت و انرژی خود را برای سرگرمی می‌گذارند. در نتیجه بدون پولی شدن اقتصاد، مالیات بر درآمد دولت‌ها کم می‌شود و فشارهای اقتصادی مانند جریمه و سوبسیدها در تحمیل بر عمل کرد مردم ضعیف می‌شود. همچنین اقتصاد بدون پول باعث کم شدن قدرت دولت‌ها و بانک‌های مرکزی و افزایش قدرت و آزادی افراد می‌شود. چنانچه اقتصاد پولی رقابت مردم را افزایش می‌دهد، اقتصاد بدون پول در مقیاس بزرگ باعث افزایش همکاری مردم خواهد شد.